# Robstown
Robstown – miasto w Stanach Zjednoczonych, w stanie Teksas, w hrabstwie Nueces leżące na przedmieściach Corpus Christi.
Nazwane na cześć Roberta Driscolla, lokalnego posiadacza ziemskiego i uważane za miejsce narodzin odmiany pokera – Texas Hold'em.

## Demografia
Według przeprowadzonego przez United States Census Bureau spisu powszechnego w 2010 miasto liczyło 11 487 mieszkańców, co oznacza spadek o 9,7% w porównaniu do roku 2000. Natomiast skład etniczny w mieście wyglądał następująco: Biali 84,4%, Afroamerykanie 1,6%, Azjaci 0,2%, pozostali 13,8%. Kobiety stanowiły 51,5% populacji.